# Heini Walter
Heini Walter (1927. július 28. – 2009. május 12.) svájci autóversenyző.

## Pályafutása
A német Herbert Linge társaként rajthoz állt az 1960-as Le Mans-i 24 órás versenyen. Kettősük abszolút tizedikként ért célba, valamint megnyerte a GT
1.6-os kategória értékelését.
1962-ben részt vett a Formula–1-es világbajnokság német versenyén. Egy kör hátrányban a győztes Graham Hill mögött a tizennegyedik helyen zárta a futamot.

## Eredményei

### Le Mans-i 24 órás autóverseny
| Év   | Csapat     | Autó                    | Csapattárs    | Helyezés |
| ---- | ---------- | ----------------------- | ------------- | -------- |
| 1960 | Porsche KG | Porsche 356B Abarth GTL | Herbert Linge | 10.      |

### Teljes Formula–1-es eredménylistája
(Táblázat értelmezése)

(Félkövér: pole-pozícióból indult; dőlt: leggyorsabb kört futott) 

| Év   | Csapat             | Modell      | Motor              | 1   | 2   | 3   | 4   | 5   | 6      | 7   | 8   | 9   | Helyezés | Pont |
| ---- | ------------------ | ----------- | ------------------ | --- | --- | --- | --- | --- | ------ | --- | --- | --- | -------- | ---- |
| 1962 | Ecurie Filipinetti | Porsche 718 | Porsche Straight-4 | NED | MON | BEL | FRA | GBR | GER 14 | ITA | USA | RSA | -        | 0    |

## Külső hivatkozások
- Profilja a grandprix.com honlapon (angolul)
- Profilja a statsf1.com honlapon (angolul)

1. ↑  http://www.f1complete.com/content/view/12747/900/. [2011. július 10-i dátummal az eredetiből archiválva].
2. ↑  Német Nemzeti Könyvtár: Integrált katalógustár (Németország) (német nyelven). Integrált katalógustár (Németország) . (Hozzáférés: 2014. április 26.)